# Винатье, Лоран
Лора́н Винатье́ (фр. Laurent Vinatier; род. 23 июля 1976, Франция) — французский журналист и исследователь. Работал в России, Турции и ряде стран постсоветского пространства. 6 июня 2024 года в Москве задержан российскими правоохранительными органами по части 3 статьи 330.1 УК РФ  (Неисполнение установленной законодательством Российской Федерации обязанности по представлению в уполномоченный орган документов, необходимых для включения в реестр иностранных агентов, совершённое лицом, осуществляющим целенаправленный сбор сведений в области военной, военно-технической деятельности Российской Федерации, которые при их получении иностранными источниками могут быть использованы против безопасности Российской Федерации).

## Биография
Лоран Винатье родился в 1976 году.
Лоран Винатье ранее работал консультантом НАТО, Международного комитета Красного Креста и организации Small Arms Survey.
На рубеже 2000-х годов он работал в НАТО в офисе специального советника Генерального секретаря по делам Центральной и Восточной Европы.
Лоран Винатье преподавал в Университете Билги в Стамбуле (Istanbul Bilgi University) вопросы мобилизации национальных диаспор, прежде чем присоединиться к Центру российских и евразийских исследований при Уппсальском университете, чтобы работать над оппозиционными движениями в автократических режимах.
Обладатель докторской степени Парижского института политических исследований, специализирующегося на конфликте в Чечне, Лоран Винатье также является автором нескольких работ о России, Кавказе и Центральной Азии.

### Россия
Лоран Винатье с 2014 года работает советником по России и Евразии в швейцарской неправительственной организации Центр гуманитарного диалога. На сайте Eurasiapeace, где он представлен в подкасте, он описывается как «посредник и практик неофициальной и скрытной дипломатии».
11 апреля 2022 года Винатье встречался с председателем ОВЦС Московского патриархата митрополитом Иларионом (Алфеевым).

## Задержание
6 июня 2024 года был задержан по обвинению в уклонении от исполнения обязанностей, предусмотренных законодательством Российской Федерации об иностранных агентах. При этом Следственный комитет РФ заявил, что Винатье занимался сбором сведений «в области военной, военно-технической деятельности», которые «при их получении иностранными источниками могут быть использованы против безопасности Российской Федерации».
На заседании суда по избранию меры пресечения Винатье признал вину в нарушении правил деятельности иностранного агента и попросил суд не арестовывать его, а отправить под домашний арест. Он подчеркнул, что имеет двоих несовершеннолетних детей, один из которых инвалид и нуждается в уходе. Тем не менее, Замоскворецкий суд Москвы избрал ему меру пресечения в виде заключения под стражей.

## Труды
- Исламизм в Центральной Азии. L’islamisme en Asie centrale. 2002 год.
- Россия: чеченский тупик. Russie : l’impasse tchétchène. 2007 год.
- Азербайджан: В центре глобальных проблем. L’Azerbaïdjan : Au centre d’enjeux globaux. 2008 год.
- Россия от Путина до Медведева. La Russie, de Poutine à Medvedev. 2008 год.
- Чеченцы: диаспора на войне. Tchétchènes : une diaspora en guerre. 2013 год.